# تخته (لارستان)
 تخته روستایی از توابع شهر خنج لارستان فارس است. روایت است که در دوران بسیار دور چشمه‌های روانی وباغ‌های فراوانی در این ناحیه وجود داشته‌است، در اطراف روستا دشتی 
پهناور قرار دارد که پر از: کُور، کُنار، کِرت، سمر، کُوهِنگ، سَلَم در پایه این کوه این روستا زیاد وجود دارد که اهالی برای زغال و هیزم از آن استفاده می‌نمایند.